# Blacy, Marne

Blacy este o comună în departamentul Marne, Franța. În 2009 avea o populație de 666 de locuitori.